# تامی تامپسون (بازیکن فوتبال، زاده ۱۹۲۸)
تامی تامپسون (انگلیسی: Tommy Thompson؛ ‏ ۱۰ نوامبر ۱۹۲۸ – ۱۵ سپتامبر ۲۰۱۵) یک بازیکن فوتبال اهل اسکاتلند بود.
تامی تامپسون سابقهٔ بازی در تیم ملی فوتبال انگلستان را در کارنامهٔ خود دارد. وی در تاریخ ۲۰ اکتبر ۱۹۵۱ نخستین بازی ملی خود را در مقابل تیم ملی فوتبال ولز انجام داد و با حضور در ۲ بازی ملی، در تاریخ ۶ آوریل ۱۹۵۷ واپسین بازی ملی‌اش را در برابر تیم ملی فوتبال اسکاتلند برگزار کرد.

## باشگاهی
از باشگاه‌هایی که در آن بازی کرده‌است می‌توان به باشگاه فوتبال پرستون نورث اند، باشگاه فوتبال استون ویلا، باشگاه فوتبال نیوکاسل یونایتد، باشگاه فوتبال بارو، و باشگاه فوتبال استوک سیتی اشاره کرد.